# Bernard Kruysen
René Bernard Kruysen (* 28. März 1933 in Montreux; † 30. Oktober 2000 in Rijswijk) war ein niederländischer klassischer lyrischer Bariton. Er erhielt verschiedene französische und niederländische Auszeichnungen, darunter den renommierten l’Ordre des Arts et des Lettres. Er gab zahlreiche Konzerte sowohl in Europa als auch in den Vereinigten Staaten.

## Biografie
Bernard Kruysen wurde 1933 als Sohn des Malers Antoon Kruysen geboren. Sein Großvater war der Maler Jan Kruysen. Bernhard Kruysen selber hatte vier Kinder.
Einen Großteil seiner Jugend verbrachte Kruysen in der Provence, wodurch er die französische Sprache akzentfrei sprach und sang. Dort lebte er mit seiner Mutter, Willy van Berkel, und seinem Stiefvater, dem Sänger Hubert Raidich. Seinen leiblichen Vater sah er erst später im Leben wieder.
Kruysen studierte am Königlichen Konservatorium in Den Haag bei Herbert Raideck und wurde schon in jungen Jahren an die Akademie der Niederländischen Oper aufgenommen. Später zog er nach Paris, um bei Pierre Bernac zu arbeiten, was ihn rasch zu einem führenden Interpreten des französischen Liedes machte. Der Komponist Francis Poulenc begleitete ihn oft am Klavier.
Sein Repertoire reichte von Monteverdi bis Poulenc und umfasste Komponisten wie Bach, Schubert, Schumann, Fauré und Ravel. Pianist Noël Lee war sein regelmäßiger Partner für viele Aufnahmen. Er arbeitete auch intensiv mit dem niederländischen Pianisten Gérard van Blerk und dem niederländischen Pianisten/Komponisten Hans Henkemans zusammen. Neben dem französischen Lied waren Schuberts Winterreise sowie die Matthäus-Passion und Johannes-Passion seine Spezialgebiete, mit denen er auch in Deutschland konzertierte.
1977 gab er zusammen mit dem Königlichen Männerchor Die Haghe Sanghers unter der Leitung von René Verhoeff Konzerte in Riga und dem heutigen St. Petersburg. 1995 trat er auf in der Nikolauskirche in Prag mit dem „Breda’s Männerchor“ unter der Leitung von Marcel Verhoeff, darunter mit einer Aufführung der Polní Mše (Soldatenmesse). Nach ausgedehnten Tourneen durch Europa und die USA war Kruysen hauptsächlich in den Niederlanden aktiv. Seine Interpretationen wurden für ihre Schlichtheit, Intelligenz und perfekte Diktion gelobt.
Er spielte die Rolle des Opernsängers Theo Fabrice in Eline Vere, einer niederländisch-belgisch-französischen Filmproduktion von 1991 nach dem Roman von Louis Couperus.

## Auszeichnungen und Ehrungen
- 2001: Diapason d’or  voor CD heruitgave Henri Duparc Mélodies CD Bernard Kruysen, Noël Lee (Naïve, 2001)
- 1984: Offizier des l’Ordre des Arts et des Lettres (Gold).[14]
- 1978: Ritter im Orden von Oranien-Nassau.[15]
- 1977: Offizier des l’Ordre des Arts et des Lettres (Silber).[14]
- Kruysen war der erste Niederländer, der den Grand Prix du Disque erhielt.[16] Insgesamt wurde er viermal ausgezeichnet:
  - 1961: Für seine Interpretation der Lieder von Claude Debussy (mit Pianist Jean-Charles Richard)
  - 1962: Für seine Aufnahme von Gabriel Faurés Requiem mit dem Orchester der Oper Monte Carlo unter Louis Fremaux[17]
  - 1963: Für eine Aufnahme von Liedern von Gabriel Fauré.[14]
  - 1974: Für seine Aufnahme von Liedern von Gabriel Fauré[18]
- 1964: Goldener Orpheus als bester Liedersänger für seine Interpretation von Schumanns Liederkreis[14]
- 1958: Grand prix de l'excellence de la mélodie française.[14]
- 1958: Grand prix hors concours Gabriel Fauré.[14]
- 1958: Zweiter Preis beim Internationalen Gesangswettbewerb von ’s-Hertogenbosch

## Weitere Informationen
Bernard Kruysen vertrat sein Land mehrfach bei Weltmeisterschaften im Unterwasserjagd. In diesem Bereich war er auch als Regisseur von Unterwasserfilmen tätig gemeinsam mit seinem Tauchfreund Fik Meijer. Zusammen unternahmen sie viele Tauchreisen im Tiefseegebiet um Ibiza. Außerdem führte er die Kamera für eine Folge der BBC-Serie "Travellers' Tales" mit Sir David Attenborough im Jahr 1965.

## Diskographie und Aufnahmen
- Johann Sebastian Bach – Kantaten 56+82 (1979): Mit dem Residentie Barockorchester, Frank Minderaa (Oboe) und Jacques van den Dool (Orgel), Leitung René Verhoeff, LP/CD Mirasound
- Henriëtte Bosmans – 6 Lieder: L’anneau – Chanson – Rondel – Complainte du petit cheval blanc – Le diable dans la nuit – Le naufrage, mit Felix de Nobel (Klavier), Holland Festival 1972, Radio
- Johannes Brahms – Die schöne Magelone op.33 (1967): Mit Noël Lee (Klavier), LP Valois, CD Naive
- Harry Cox – La Bien-Aimée (1970): Zyklus von 26 Melodien auf Gedichte von Maurice Carême, mit Harry Cox (Klavier), LP
- Claude Debussy:  
  - Lieder: Mit Jean-Charles Richard (Klavier), 1. Grand Prix du Disque 1961, LP/CD Valois  
  - Lieder (1982/83): Mit Francis Poulenc (Klavier) und Jean-Charles Richard (Klavier), CD INA  
  - Lieder: Mit Hans Henkemans (Klavier), Holland Festival 1968, LP Radio Nederland  
  - 2 Balladen von François Villon (1963): Mit dem Niederländischen Radio-Sinfonieorchester, Leitung Henk Spruit
- Alphons Diepenbrock – 3 Orchesterlieder (1963): Mit dem Radio Philharmonischen Orchester, Leitung Willem van Otterloo, CD
- Henri Duparc – 12 Lieder (1971): Mit Noël Lee (Klavier), LP Telefunken, LP/CD Valois, CD Naïve, 1. Diapason d'Or 2001
- Gabriel Fauré:
  - La bonne Chanson Op. 61 + Op. 76/85/113 (1973): Mit Noël Lee (Klavier), LP Valois/Telefunken/Astree Auvidis, 4. Grand Prix du Disque 1974
  - Requiem: Mit dem Orchester der Oper Monte Carlo, Leitung Louis Frémaux, LP Erato, 2. Grand Prix du Disque 1962
  - Requiem (1975): Mit Elly Ameling und dem Rotterdams Philharmonisch Orkest, Leitung Jean Fournet, Philips
- Hans Henkemans – Villonnerie (1969): Mit dem Radio Philharmonischen Orchester, Leitung Jean Fournet, LP/CD Donemus
- Gustav Mahler – 2 Rückert-Lieder (1962): Mit dem Rotterdams Philharmonisch Orkest, Leitung Eduard Flipse
- Bohuslav Martinů – Polní mše / Feldmesse (1976): Mit Die Haghe Sanghers, Leitung René Verhoeff, LP Omega, CD Mirasound
- Jules Massenet – Lieder (1986): Mit Noel Lee (Klavier), LP/CD Arion
- Marius Monnikendam – Hearth Rhythm (1976): Mit Die Haghe Sanghers, Leitung René Verhoeff, LP Omega
- Claudio Monteverdi – Madrigale + Scherzi Musicali (1967): Mit Christian Lardé (Flöte), Jean Lamy (Viola da Gamba) und Huguette Dreyfus (Cembalo), LP Valois
- Modest Mussorgsky – Lieder und Tänze des Todes (1966): Mit Noel Lee (Klavier), LP Valois/Telefunken
- Francis Poulenc – Lieder (1983): Mit Noel Lee (Klavier), LP/CD Arion, 2. Diapason d'Or 2004
- Maurice Ravel:
  - Chansons madécasses + Histoires naturelles (1993): Mit Gerard van Blerk (Klavier), Anner Bijlsma (Cello) und Frans Vester (Flöte), CD Bayer
  - L'Enfant et les Sortilèges (1975): Mit dem Königlichen Concertgebouworkest, Leitung Bernard Haitink
- Franz Schubert – Winterreise D.911 (1993): Mit Gerard van Blerk (Klavier), CD Erasmus/Dante
- Robert Schumann:
  - Liederkreis op. 39 + op. 90 (1964): Mit Jean-Charles Richard (Klavier), LP Valois, 3. Grand Prix du Disque 1964
  - Liederkreis op. 39 + Dichterliebe op. 48 (1971): Mit Noel Lee (Klavier), LP Valois
- Ralph Vaughan Williams – Five Mystical Songs (1976): Mit dem Residentie Bachchor und Residentie Orchester, Leitung Gerard Akkerhuis
- Liederabend: Die einzige existierende Videoaufnahme eines vollständigen Liederabends von Bernard Kruysen mit Janny Lobbezoo (Klavier), St. Oedenrode 1992, Henri Duparc – 3 Lieder, Francis Poulenc – 3 Lieder, Franz Schubert – Die Krähe aus Winterreise, Robert Schumann – Dichterliebe op. 48, VHS/DVD
- Diverse Lieder: Mit Felix de Nobel am Klavier, 1964 Radio, Georges Bizet – Emmanuel Chabrier – César Franck – Charles Gounod – Edvard Grieg – Modest Mussorgsky – Hugo Wolf